# Fritiof Domö
Johan Fritiof Domö, till 1937 Johan Fritiof Gustafsson i Domö, född 30 augusti 1889 i Hakarps socken, död 23 november 1961 i Eggby, begravd där, var en svensk godsägare, socialkonservativ högerpolitiker och landshövding.
Domö var förste vice partiordförande 1935–1944, partiledare för Högerns riksorganisation (Högerpartiet) 1944–1950, statsråd i samlingsregeringen 1939–1945, handelsminister 1939–1941, konsultativt statsråd ("bränsleminister") 1941–1944, och kommunikationsminister 1944–1945. Han var landshövding i Skaraborgs län 1951–1956.

## Uppväxt
Fritiof Domö föddes i Hakarps socken och hette då Gustafsson. Han var son till godsägaren och riksdagsmannen Karl Johan Gustafsson och dennes hustru Augusta Johansdotter. Flera av hans syskon var också aktiva högerpartister, bland annat Elin och Gunnar Hakeman. Han genomgick högre folkskola i Huskvarna. Efter folkhögskolestudier praktiserade han vid flera lantgårdar. 1913 blev han självägande lantbrukare, först 1913–18 i Åsens by utanför Jönköping, 1918–37 i Domö i Järpås socken och från 1937 i Stora Foxerna i Eggby socken. Samtliga lantegendomar utom Åsen ligger i Skaraborgs län, Västergötland. Han deltog från 1917 i kommunalpolitiken, och blev från 1922 ledamot av Skaraborgs läns hushållningssällskaps förvaltningsutskott.
Han var 1915 gift med Ellen Karlsson (1894–1972) från Nye i Småland och makarna fick två döttrar.

## Politisk karriär
När Domö inledde sin politiska karriär kom han från jordbrukets föreningsrörelse, men hade ingen tidigare egen politisk erfarenhet. Från 1928 var Domö riksdagsman i första kammaren, invald av Skaraborgs läns valkrets. Under perioden mellan 1928 och 1933 satt både far och son i första kammaren, och Domö efterträdde Gustafsson som ledamot av Högerpartiet i första kammarens förtroenderåd. Domö blev i riksdagen känd som en uppslagsrik motionär och en sakkunnig jordbruksexpert. Han sågs tidigt som en framtida högt uppsatt inom partiet. 1933 blev han suppleant i det särskilda utskott gällande krispolitiken där han framträdde som en kunnig man med insikt i ekonomiska och sociala frågor. Tillsammans med Martin Skoglund och Gösta Liedberg förnyade han såväl Högerpartiets jordbrukspolitik och bidrog till en ny inriktning i partiets konservatism. I jordbrukspolitiken har han i Dagens Nyheter för 1930-talet bedömts ha inneburit för Högerpartiet vad Per Edvin Sköld innebar för Socialdemokraterna och Axel Pehrsson-Bramstorp för Centerpartiet (Bondeförbundet). Han deltog i riksdagsutredningar som till exempel 1938 års jordbruksutredning och 1934 års margarinutredning.
1935 blev han andre vice ordförande i Högerns riksorganisation och från 1935 till den urtima riksdagen 1939 gruppledare i Första kammaren. Som sådan uttalade han sig samma år om samtidens "judeproblem" och för en restriktiv svensk flyktingpolitik.

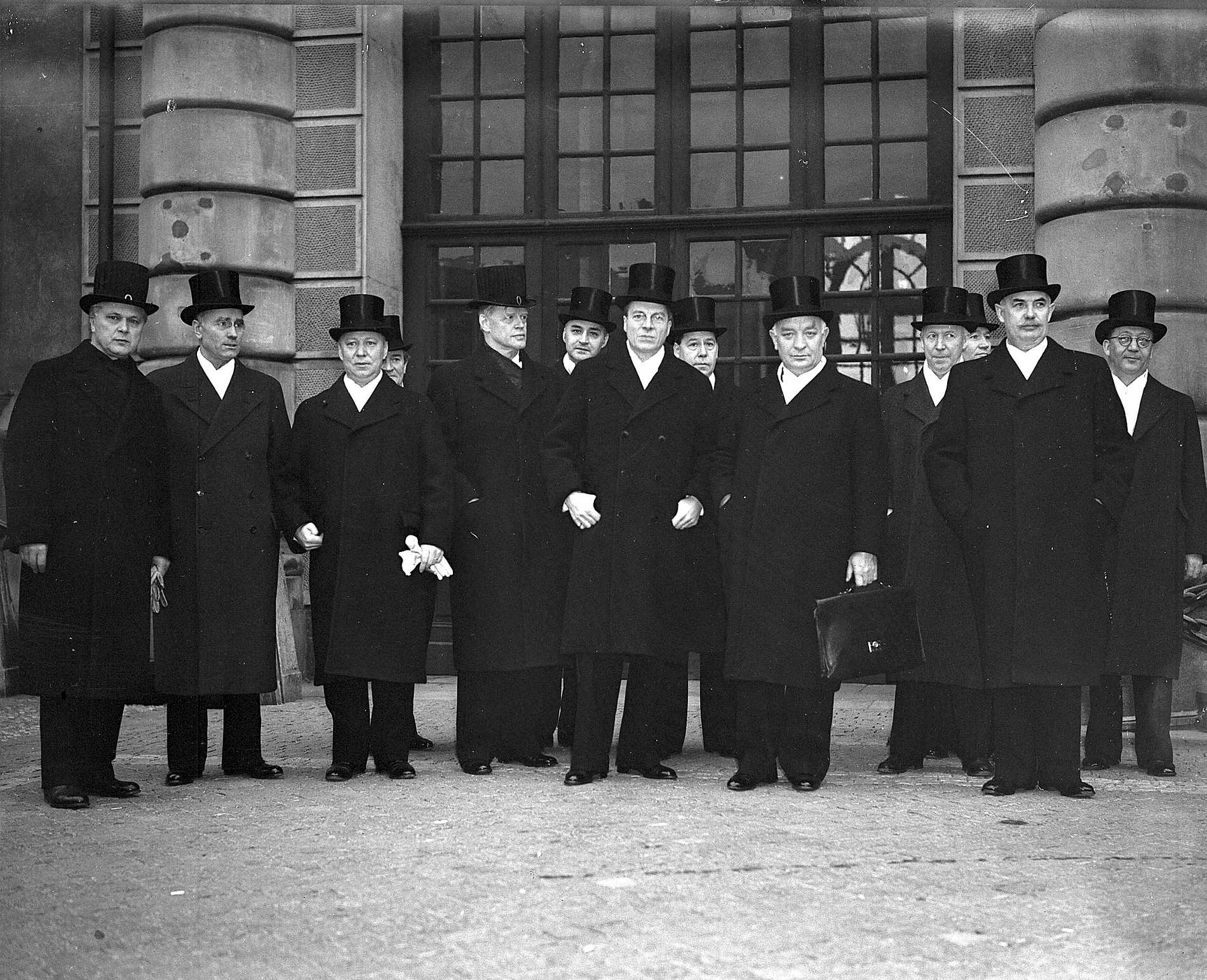
Samlingsregeringen med Domö som sjätte från höger

1939 bildades samlingsregeringen, och i egenskap av gruppledare i första kammaren sågs Domö som en självskriven del av regeringen. Han blev chef för handelsdepartementet, och därigenom handelsminister, vilket han var mellan 1939 och 1941. Som handelsminister slutförde Domö arbetet med krigsförsäkringsberedskapen och fritidslivets organisation samt Norrbottens Jernverk AB. Bland hans regeringsinitiativ kan man nämna byggandet av Falsterboleden, planerandet av
skifferoljetillverkning i Närke samt tillsättandet av uppfinnarenämnden. Han tillsatte också utredningar angående den tekniska forskningen och småindustrin. Den 7 mars 1941 blev han konsultativt statsråd med ansvar för bränslefrågor (bränsleminister) och istället blev Herman Eriksson handelsminister. 1944 blev han chef för kommunikationsdepartementet där han var delaktig i arbetet med att utarbeta ett förslag om högertrafik.
Utöver sitt partipolitiska engagemang var Domö ordförande i Skandinaviska kreaturförsäkringsbolaget (Agria) 1943-1951. Han var ledamot av Kungliga Skogs- och Lantbruksakademien och dess preses mellan 1956 och 1959, och blev 1949 hedersdoktor i veterinärmedicin.

## Högerledare
Efter att professor Gösta Bagge hade gjort sin avsikt klar att avgå som Högerpartiets ledare blev Domö den starkaste partiledarkandidaten, i synnerhet efter att den av många förespråkade kandidaten Martin Skoglund i Doverstorp valde att inte ställa upp. "Doverstorparen" kom istället att verka som förste vice ordförande under Domö, fram till och med 1956. Vissa förespråkade även den unge direktören Jarl Hjalmarson, som istället också kom att bli en av de vice ordförandena. Hjalmarson hade även varit statsminister Arvid Lindmans handsekreterare 1929–1930. Sammantaget innebar detta att Domö 1944, utan större dramatik, valdes till Högerpartiets ledare.
 

Vid riksstämman 1944 yttrade Domö vid ett programtal följande ord:
| ” | Kanske borde vi ändå försöka rädda över till efterkrigstiden den del av de nyttiga erfarenheter, som den under stora mödor åstadkomna nationella samlingen har givit. För min del är jag beredd att efter måttet av mina krafter arbeta att så sker. | „ |

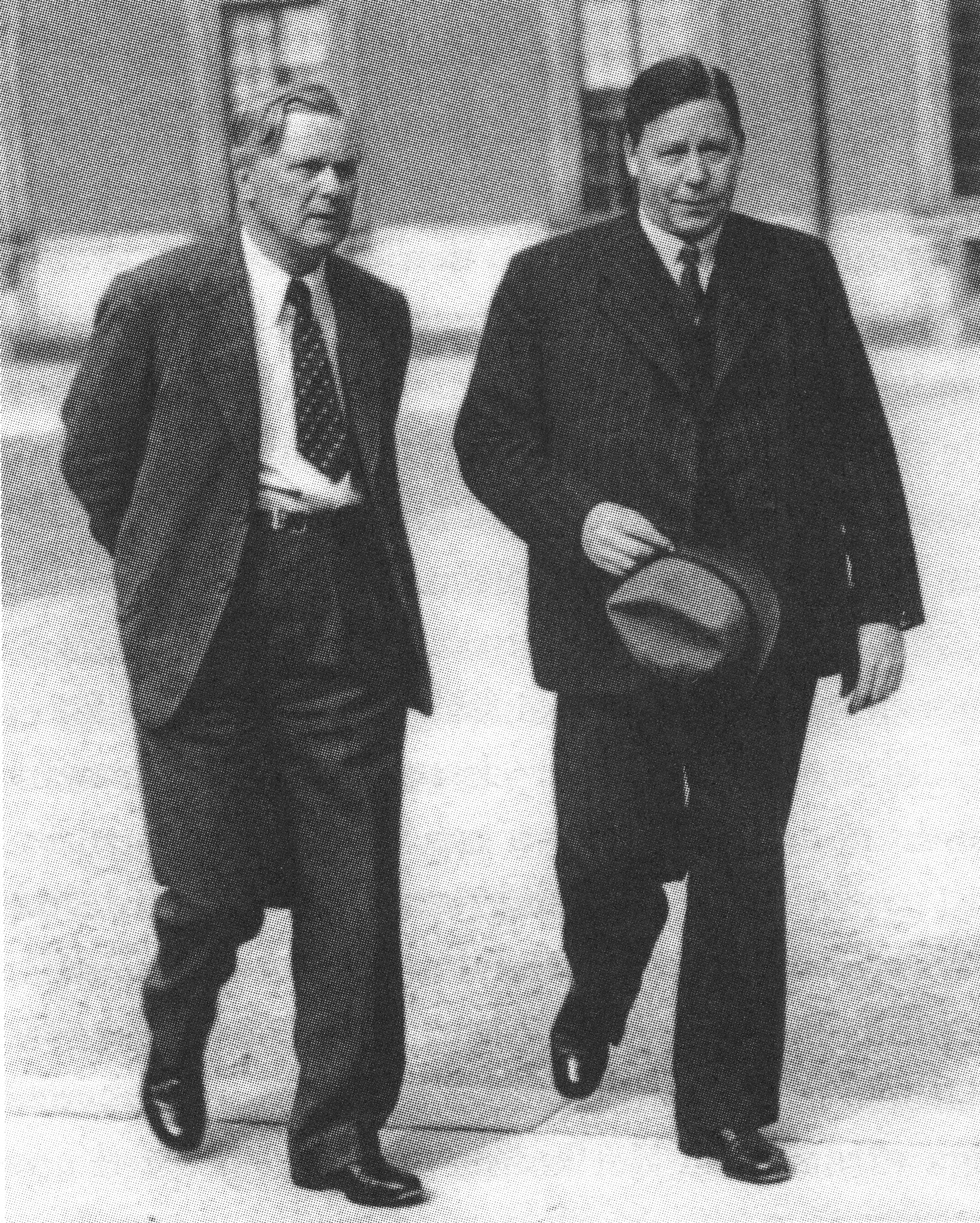
Fritiof Domö (till höger) med sin företrädare som partiledare Gösta Bagge

Under 1945 låt Domö förstå att han stödde programrevisionen av Högerns handlingsprogram. Programrevisionen resulterade 1946 i det nya handlingsprogrammet, vilket hade tagits fram under direktör Jarl Hjalmarsons ledning; det antogs av högerns riksstämma den 17–18 juni. Domö kallade lösenordet i programmet för  "Frihet och framsteg". Det kritiserade regeringspartiet (Socialdemokraterna) för dess, vad de kallade, marxistiskt inriktade politik. De ansåg att regeringspartiets politik strävade mot centralisering och statsdirigering av samhället. I kommunalvalet 1946 krävde Domö avvecklandet av de krigstida extraskatterna utan att nya skatter eller nya skatteformer inrättades. I en kommuniké från augusti 1946 krävde han en skattesänkning på sammanlagt 250 miljoner kronor. Detta skulle vara en första etapp i en successiv sänkning av inkomstbeskattningen med sammanlagt 350 miljoner kronor. Detta hade redan förespeglats i högerns alternativa finansplan våren 1946. Den avvisade också höjningen av förmögenhetsskatten samt arvsskatten och bolagsskatten. Den alternativa finansplanen avvisade även införandet av särskild kvarlåtenskapsskatt.
Under 1947 kritiserade Domö regeringens inflationsprogram och vad han kallade för "klasskampsappeller". Han kritiserade även det så kallade "ryssavtalet". Han gick så långt i sin kritik av Erlanderregeringen att han i mars 1947 krävde nyval, vilket avvisades av regeringen. I oktober 1947 anordnade Högern en samlingsdag där möten hölls ute i landet under slagordet  "Mot tvångsstyret. För ekonomisk och medborgerlig frihet". Högerledaren underströk i sitt tal att landets läge krävde "laganda" av hela svenska folket. Han manade därtill om en verklig medborgarsamling kring en fast avsikt att övervinna krisen. I oktober 1947 utsågs fil. kand. Gunnar Svärd till sekreterare inom högern. Vid höstkonferensen i november 1947 inledde Domö en diskussion om den politiska situationen. Han sekunderades där av andre vice ordföranden Jarl Hjalmarson som diskuterade partiets arbete. Samma år erbjöds Domö landshövdingeposten i Kalmar län men avböjde sedan erbjudandet hade offentliggjorts genom pressen.
Under remissdebatten 1948 kritiserade han regeringens ekonomiska politik, som han ansåg saknade samordning. Han ville därför inrätta ett inflationsutskott som skulle ta sig an problemet med inflationen. Under utrikes- och handelsdebatten 1948 stödde Domö utökat nordiskt samarbete, som han inte ansåg var en nordisk blockbildning. Han ansåg att det var ett naturligt uttryck för Skandinaviens folk, som hade gemensamma rötter. I valrörelsen 1948 var han en stark kritiker av vad han tyckte var oansvarig löftespolitik. Efter valförlusten 1948 sammankallades en partikonferens i november. Domö gjorde där sin mening klar att valförlusten berodde på att "uppjagade stämningar" hade skapats. Detta därmed gjorde vad han ansåg vara "saklighetens talan" omöjlig.
Under 1949 presenterade Domö ett kompletterade ekonomiskt program. Det utgick på nedskärning av statsutgifterna samt sänkning av skatterna och friare utrikeshandel. 14 december 1949 meddelade den till åren komne högerledaren sin avgång, vilket han motiverade med att han inte kunde "förena det alltmer krävande partiordförandeskapet med min enskilda verksamhet och mina privata förpliktelser". Han ansåg vidare att tidpunkten var rätt "när strömmen vänt för högerpartiet". Han kvarstod som högerledare fram till partistämman i januari 1950, då Jarl Hjalmarson valdes som partiordförande. Han kvarstod i riksdagen fram till 1959. När han lämnade första kammaren var han dess ålderspresident.

## Landshövding
Domö utsågs till landshövding i Skaraborgs län 1951. Som landshövding gjorde Domö en betydande insats med kommunikationerna samt jordbrukslivet inom länet. Han anses ha varit en god administratör som såväl politiker som landshövding. Han avgick 1956.

## Bortgång
23 november 1961 gick pensionären Domö ut på jakt tillsammans med några jaktvänner. När jaktsällskapet vid 16-tiden skulle återvända var den förre landshövdingen inte närvarande vid angivna mötesplatsen. Jaktsällskapet gick ut och letade efter honom och påträffade honom död vid en skogsväg. Domö var vid sin bortgång 72 år gammal. Han gravsattes på Eggby kyrkogård, väster om Skövde.
Högerpartiledaren Gunnar Heckscher sade vid Domös bortgång att han "var en yrkesmedveten jordbrukare, med ett levande intresse för industriell liksom för kulturell verksamhet, en säker och auktoritativ partiledare, med förmåga att vinna djup respekt också hos oliktänkande."

## I populärkulturen
I tv-filmen Fyra dagar som skakade Sverige från 1988 gestaltas han av skådespelaren Bertil Norström.